# Prosternon
Prosternon is een geslacht van kevers uit de familie  
kniptorren (Elateridae).
Het geslacht is voor het eerst wetenschappelijk beschreven in 1834 door Latreille.

## Soorten
Het geslacht omvat de volgende soorten:
- Prosternon admirabile Gurjeva, 1984
- Prosternon aurichalceum Stepanov, 1930
- Prosternon bombycinus (Germar, 1843)
- Prosternon chrysocomum (Germar, 1843)
- Prosternon egregium Denisova, 1948
- Prosternon fallax (Say, 1834)
- Prosternon hamata (Say, 1834)
- Prosternon hoppingi (Van Dyke, 1932)
- Prosternon medianus (Germar, 1843)
- Prosternon mirabilis (Fall, 1901)
- Prosternon montanum Gurjeva, 1980
- Prosternon semilutea (LeConte, 1853)
- Prosternon sericeum (Gebler, 1824)
- Prosternon syriacum Buysson, 1891
- Prosternon tessellatum (Linnaeus, 1758)
- Prosternon viduus (Brown, 1936)